# Philipp Sigmund Wolfskeel von Reichenberg
Philipp Sigmund Freiherr Wolfskeel von Reichenberg (* 1762 in Reichenberg; † 26. Februar 1828 in Preßburg) war ein kaiserlicher österreichischer Major und Träger des Militär-Maria-Theresien-Ordens.

## Lebensdaten
Philipp Sigmund Freiherr Wolfskeel von Reichenberg entstammte der fränkischen Uradelsfamilie Wolfskeel. Er wurde 1762 in Reichenberg als Sohn von Johann Gottfried Ernst Freiherr Wolfskeel von Reichenberg und Marie Sophie Johanna Freifrau Wolfskeel von Reichenberg, geborene Freiin von Schaumburg, geboren. Er starb am 26. Februar 1828 in Preßburg.

## Militärische Laufbahn
18-jährig trat Philipp Sigmund Freiherr Wolfskeel von Reichenberg als Cadet in das kaiserliche Cavallerieregiment Nr. 18 ein. Dort wurde er 1784 zum Unterleutnant befördert. Im Jahr 1788 zog er als Oberleutnant mit diesem Regiment in den Türkenkrieg, wo er an über 28 Schlachten mit dem Feind teilnahm. Bei der Schlacht bei Martinestje am 22. September 1789 konnte sich Freiherr Wolfskeel von Reichenberg besonders auszeichnen, als er mit seiner Eskadron ständige Angriffe gegen den zahlenmäßig um das Zehnfache überlegenen Feind vornahm, um der kaiserlichen Armee Zeit zur Neuordnung zu verschaffen. Der zusehende russische General Suwarow ließ Freiherr Wolfskeel noch auf dem Schlachtfelde seinen herzlichen Dank und Glückwunsch ausrichten. Am 19. Dezember 1796 wurde Freiherr Wolfskeel von Reichenberg für seine Tat von Kaiser Leopold II. eigenhändig mit dem Ritterkreuz des Militär-Maria Theresien-Ordens ausgezeichnet. 1796 machte Wolfskeel Feldzüge in Deutschland und 1799 in Italien mit. Nach dem Luneviller Frieden schied er 1801 aus der aktiven Armee aus und übernahm die Friedensanstellung eines Platzmajors in Essegg.